# Hryhorij Swerbetow
Hryhorij Swerbetow (ukrainisch Григорій Свербетов, engl. Transkription Hryhoriy Sverbetov; * 3. April 1939 in Odessa) ist ein ehemaliger ukrainischer Sprinter, der für die Sowjetunion im 400-Meter-Lauf startete.
Bei den Olympischen Spielen 1964 in Tokio wurde er Siebter in der 4-mal-400-Meter-Staffel und erreichte über 400 m das Viertelfinale.
1966 schied er bei den Leichtathletik-Europameisterschaften in Budapest über 400 m im Halbfinale und in der 4-mal-400-Meter-Staffel im Vorlauf aus.
Seine persönliche Bestzeit von 46,7 s stellte er 1965 auf.